# Sosanopsis hesslei
Sosanopsis hesslei är en ringmaskart som beskrevs av Banse 1979. Sosanopsis hesslei ingår i släktet Sosanopsis och familjen Ampharetidae. Inga underarter finns listade i Catalogue of Life.